# Hegesippe
Hegesippe là một chi bướm ngày thuộc họ Bướm nâu.